# Bruce Springsteen 1992–1993 World Tour
Die Bruce Springsteen 1992–1993 World Tour war eine weltweite Konzerttournee des US-amerikanischen Singer-Songwriters Bruce Springsteen, bei der der Musiker seine beiden im Jahr 1992 zeitgleich veröffentlichten Studioalben Human Touch und Lucky Town vorstellte. Zudem war es Springsteens erste Welttournee ohne seine gewohnte Begleitband, die E Street Band.

## Hintergrund
Die Bruce Springsteen 1992–1993 World Tour begann am 15. Juni 1992 in Stockholm, endete gut ein Jahr später am 26. Juni 1993 in New York City und umfasste insgesamt 104 Konzerte in Nordamerika und Europa. Über sein Auftaktkonzert in Stockholm gab Springsteen zu Protokoll: „Es ist schön, die Tournee hier zu beginnen. Es ist schön, wieder unter Leuten zu sein, die mir gegenüber immer gastfreundlich waren.“
Springsteen und die Mitglieder der E Street Band waren 1988 nach ihrer letzten gemeinsamen Tournee auseinandergegangen, mit Ausnahme von Keyboarder Roy Bittan war auch kein E Street Band-Musiker an Springsteens beiden Alben Human Touch und Lucky Town beteiligt. Für die kommende Welttournee musste Springsteen daher eine Begleitband aus neuen Musikern zusammenstellen. Die neuen Musiker boten Springsteen sowohl mehr gitarrenbasierte Arrangements als auch ein eher R & B-basierte Musikeinflüsse mit mehr Backgroundsängern und unterschied sich daher maßgeblich im Klang zur E Street Band. Laut dem Springsteen-Biographen Dave Marsh begannen eingefleischte Springsteen-Fans, die neue Begleitband als „The Other Band“ zu bezeichnen, und gaben der Tour daher den Spitznamen „The Other Band Tour“.
Der Tournee ging am 5. Juni 1992 eine Generalprobe Springsteens mit der neuen Band voraus, die auch in großen Teilen der Vereinigten Staaten im Radio übertragen wurde. Springsteen sagte in einem anschließenden Interview: „Ich habe das Spielen vermisst. Ich habe das Reisen vermisst. Ich habe die Fans vermisst. Ich bin schon seit einer ganzen Weile zu Hause und habe hart an meinen Alben gearbeitet.“
Patti Scialfa, Springsteens Ehefrau und frühere Backgroundsängerin in der E Street Band, war zwar kein offizielles Mitglied der neuen Band, trat jedoch bei vereinzelten Konzerten als Gast auf und sang mit Springsteen die Lieder Brilliant Disguise, Tougher Than the Rest und Human Touch im Duett.

## Liveaufnahmen
Mehrere vollständige Konzertaufnahmen der Tour wurden im Laufe der Jahre als Teil der Bruce Springsteen Archives veröffentlicht:
- Brendan Byrne Arena, New Jersey, June 24, 1993: veröffentlicht am 5. Januar 2018.
- Meadowlands, July 25, 1992: veröffentlicht am 3. Mai 2019.
- Boston, December 13, 1992: veröffentlicht am 7. Mai 2021.
- Berlin, May 14, 1993: veröffentlicht am 1. April 2022.

## Setlist
Nach Angaben der Fachwebsite setlist.fm war die folgende Setlist die am häufigsten gespielte Setlist während der Bruce Springsteen 1992–1993 World Tour:

### Beispiel-Setlist
- Better Days
- Local Hero
- Darkness on the Edge of Town
- Lucky Town
- Atlantic City
- 57 Channels (And Nothin’ On)
- Trapped
- Badlands
- If I Should Fall Behind
- Living Proof
- My Hometown
- Leap of Faith
- Man’s Job
- The River
- Roll of the Dice
- Cover Me
- Brilliant Disguise
- Born in the U.S.A.
- Souls of the Departed
- Real World
- Human Touch
- Light of Day
- Glory Days
- Hungry Heart
- Thunder Road
- Bobby Jean
- Born to Run
- My Beautiful Reward
- Working on the Highway

## Tourdaten
| Nr.                 | Datum              | Stadt                  | Land               | Veranstaltungsort                 | Anmerkungen                       |
| Leg 1 – Europa      | Leg 1 – Europa     | Leg 1 – Europa         | Leg 1 – Europa     | Leg 1 – Europa                    | Leg 1 – Europa                    |
| ------------------- | ------------------ | ---------------------- | ------------------ | --------------------------------- | --------------------------------- |
| 1                   | 15. Juni 1992      | Stockholm              | Schweden           | Globen                            |                                   |
| 2                   | 17. Juni 1992      | Stockholm              | Schweden           | Globen                            |                                   |
| 3                   | 20. Juni 1992      | Assago                 | Italien            | Forum di Milano                   |                                   |
| 4                   | 21. Juni 1992      | Assago                 | Italien            | Forum di Milano                   |                                   |
| 5                   | 25. Juni 1992      | Frankfurt am Main      | Deutschland        | Festhalle                         |                                   |
| 6                   | 26. Juni 1992      | Frankfurt am Main      | Deutschland        | Festhalle                         |                                   |
| 7                   | 29. Juni 1992      | Paris                  | Frankreich         | Palais Omnisport de Bercy         |                                   |
| 8                   | 30. Juni 1992      | Paris                  | Frankreich         | Palais Omnisport de Bercy         |                                   |
| xx                  | 2. Juli 1992       | Barcelona              | Spanien            | Plaça de Braus de la Monumental   | verlegt auf den 4. Juli 1992      |
| 9                   | 3. Juli 1992       | Barcelona              | Spanien            | Plaça de Braus de la Monumental   |                                   |
| 10                  | 4. Juli 1992       | Barcelona              | Spanien            | Plaça de Braus de la Monumental   |                                   |
| 11                  | 6. Juli 1992       | London                 | England            | Wembley Arena                     |                                   |
| 12                  | 9. Juli 1992       | London                 | England            | Wembley Arena                     |                                   |
| 13                  | 10. Juli 1992      | London                 | England            | Wembley Arena                     |                                   |
| 14                  | 12. Juli 1992      | London                 | England            | Wembley Arena                     |                                   |
| 15                  | 13. Juli 1992      | London                 | England            | Wembley Arena                     |                                   |
| Leg 2 – Nordamerika |                    |                        |                    |                                   |                                   |
| 16                  | 23. Juli 1992      | East Rutherford        | Vereinigte Staaten | Brendan Byrne Arena               |                                   |
| 17                  | 25. Juli 1992      | East Rutherford        | Vereinigte Staaten | Brendan Byrne Arena               |                                   |
| 18                  | 26. Juli 1992      | East Rutherford        | Vereinigte Staaten | Brendan Byrne Arena               |                                   |
| 19                  | 28. Juli 1992      | East Rutherford        | Vereinigte Staaten | Brendan Byrne Arena               |                                   |
| 20                  | 30. Juli 1992      | East Rutherford        | Vereinigte Staaten | Brendan Byrne Arena               |                                   |
| 21                  | 31. Juli 1992      | East Rutherford        | Vereinigte Staaten | Brendan Byrne Arena               |                                   |
| 22                  | 2. August 1992     | East Rutherford        | Vereinigte Staaten | Brendan Byrne Arena               |                                   |
| 23                  | 4. August 1992     | East Rutherford        | Vereinigte Staaten | Brendan Byrne Arena               |                                   |
| 24                  | 6. August 1992     | East Rutherford        | Vereinigte Staaten | Brendan Byrne Arena               |                                   |
| 25                  | 7. August 1992     | East Rutherford        | Vereinigte Staaten | Brendan Byrne Arena               |                                   |
| 26                  | 10. August 1992    | East Rutherford        | Vereinigte Staaten | Brendan Byrne Arena               |                                   |
| 27                  | 13. August 1992    | Worcester              | Vereinigte Staaten | Centrum Center                    |                                   |
| 28                  | 14. August 1992    | Worcester              | Vereinigte Staaten | Centrum Center                    |                                   |
| 29                  | 17. August 1992    | Auburn Hills           | Vereinigte Staaten | Palace of Auburn Hills            |                                   |
| 30                  | 18. August 1992    | Auburn Hills           | Vereinigte Staaten | Palace of Auburn Hills            |                                   |
| 31                  | 21. August 1992    | Richfield              | Vereinigte Staaten | Coliseum                          |                                   |
| 32                  | 22. August 1992    | Richfield              | Vereinigte Staaten | Coliseum                          |                                   |
| 33                  | 25. August 1992    | Landover               | Vereinigte Staaten | Capital Center                    |                                   |
| 34                  | 26. August 1992    | Landover               | Vereinigte Staaten | Capital Center                    |                                   |
| 35                  | 28. August 1992    | Philadelphia           | Vereinigte Staaten | Spectrum                          |                                   |
| 36                  | 29. August 1992    | Philadelphia           | Vereinigte Staaten | Spectrum                          |                                   |
| 37                  | 2. September 1992  | Tinley Park            | Vereinigte Staaten | World Music Theatre               |                                   |
| 38                  | 3. September 1992  | Tinley Park            | Vereinigte Staaten | World Music Theatre               |                                   |
| Leg 3 – Nordamerika |                    |                        |                    |                                   |                                   |
| 39                  | 24. September 1992 | Los Angeles            | Vereinigte Staaten | Memorial Sports Arena             |                                   |
| 40                  | 25. September 1992 | Los Angeles            | Vereinigte Staaten | Memorial Sports Arena             |                                   |
| 41                  | 28. September 1992 | Los Angeles            | Vereinigte Staaten | Memorial Sports Arena             |                                   |
| 42                  | 29. September 1992 | San Diego              | Vereinigte Staaten | Sports Arena                      |                                   |
| 43                  | 2. Oktober 1992    | Phoenix                | Vereinigte Staaten | America West Arena                |                                   |
| 44                  | 3. Oktober 1992    | Phoenix                | Vereinigte Staaten | America West Arena                |                                   |
| 45                  | 6. Oktober 1992    | Sacramento             | Vereinigte Staaten | ARCO Arena                        |                                   |
| xx                  | 8. Oktober 1992    | Mountain View          | Vereinigte Staaten | Shoreline Amphitheatre            | verlegt auf den 21. Oktober 1992  |
| xx                  | 9. Oktober 1992    | Mountain View          | Vereinigte Staaten | Shoreline Amphitheatre            | verlegt auf den 22. Oktober 1992  |
| 46                  | 13. Oktober 1992   | Tacoma                 | Vereinigte Staaten | Tacoma Dome                       |                                   |
| 47                  | 15. Oktober 1992   | Vancouver              | Kanada             | Pacific Coliseum                  |                                   |
| 48                  | 17. Oktober 1992   | Calgary                | Kanada             | Olympic Saddledome                |                                   |
| 49                  | 18. Oktober 1992   | Edmonton               | Kanada             | Northlands Coliseum               |                                   |
| 50                  | 21. Oktober 1992   | Mountain View          | Vereinigte Staaten | Shoreline Amphitheatre            |                                   |
| 51                  | 22. Oktober 1992   | Mountain View          | Vereinigte Staaten | Shoreline Amphitheatre            |                                   |
| 52                  | 26. Oktober 1992   | Denver                 | Vereinigte Staaten | McNichols Sports Arena            |                                   |
| xx                  | 28. Oktober 1992   | St. Louis              | Vereinigte Staaten | St. Louis Arena                   | verlegt auf den 3. Dezember 1992  |
| 53                  | 30. Oktober 1992   | Ames                   | Vereinigte Staaten | Hilton Coliseum                   |                                   |
| 54                  | 31. Oktober 1992   | Minneapolis            | Vereinigte Staaten | Target Center                     |                                   |
| 55                  | 3. November 1992   | Milwaukee              | Vereinigte Staaten | Bradley Center                    |                                   |
| 56                  | 5. November 1992   | Toronto                | Kanada             | SkyDome                           |                                   |
| 57                  | 6. November 1992   | Toronto                | Kanada             | SkyDome                           |                                   |
| 58                  | 9. November 1992   | Uniondale              | Vereinigte Staaten | Nassau Veterans Memorial Coliseum |                                   |
| 59                  | 10. November 1992  | Uniondale              | Vereinigte Staaten | Nassau Veterans Memorial Coliseum |                                   |
| 60                  | 13. November 1992  | Syracuse               | Vereinigte Staaten | Carrier Dome                      |                                   |
| 61                  | 15. November 1992  | Hartford               | Vereinigte Staaten | Civic Center                      |                                   |
| 62                  | 17. November 1992  | Chapel Hill            | Vereinigte Staaten | Dean E. Smith Center              |                                   |
| 63                  | 18. November 1992  | Charlotte              | Vereinigte Staaten | Coliseum                          |                                   |
| xx                  | 21. November 1992  | Lexington              | Vereinigte Staaten | Rupp Arena                        | verlegt auf den 17. Dezember 1992 |
| 64                  | 23. November 1992  | Orlando                | Vereinigte Staaten | Orlando Arena                     |                                   |
| 65                  | 24. November 1992  | Miami                  | Vereinigte Staaten | Miami Arena                       |                                   |
| 66                  | 30. November 1992  | Atlanta                | Vereinigte Staaten | The Omni                          |                                   |
| 67                  | 2. Dezember 1992   | Dallas                 | Vereinigte Staaten | Reunion Arena                     |                                   |
| 68                  | 3. Dezember 1992   | St. Louis              | Vereinigte Staaten | St. Louis Arena                   |                                   |
| 69                  | 5. Dezember 1992   | Indianapolis           | Vereinigte Staaten | Market Square Arena               |                                   |
| 70                  | 7. Dezember 1992   | Philadelphia           | Vereinigte Staaten | Spectrum                          |                                   |
| 71                  | 8. Dezember 1992   | Philadelphia           | Vereinigte Staaten | Spectrum                          |                                   |
| xx                  | 11. Dezember 1992  | Pittsburgh             | Vereinigte Staaten | Civic Arena                       | verlegt auf den 16. Dezember 1992 |
| 72                  | 13. Dezember 1992  | Boston                 | Vereinigte Staaten | Boston Garden                     |                                   |
| 73                  | 14. Dezember 1992  | Boston                 | Vereinigte Staaten | Boston Garden                     |                                   |
| 74                  | 16. Dezember 1992  | Pittsburgh             | Vereinigte Staaten | Civic Arena                       |                                   |
| 75                  | 17. Dezember 1992  | Lexington              | Vereinigte Staaten | Rupp Arena                        |                                   |
| Leg 4 – Europa      |                    |                        |                    |                                   |                                   |
| 76                  | 31. März 1993      | Glasgow                | Schottland         | SECC                              |                                   |
| 77                  | 3. April 1993      | Dortmund               | Deutschland        | Westfalenhalle                    |                                   |
| 78                  | 4. April 1993      | Dortmund               | Deutschland        | Westfalenhalle                    |                                   |
| 79                  | 7. April 1993      | Zürich                 | Schweiz            | Hallenstadion                     |                                   |
| 80                  | 8. April 1993      | Zürich                 | Schweiz            | Hallenstadion                     |                                   |
| 81                  | 11. April 1993     | Verona                 | Italien            | Stadio Marcantonio Bentegodi      |                                   |
| 82                  | 13. April 1993     | Lyon                   | Frankreich         | Halle Tony Garnier                |                                   |
| 83                  | 15. April 1993     | Sheffield              | England            | Sheffield Arena                   |                                   |
| 84                  | 16. April 1993     | Sheffield              | England            | Sheffield Arena                   |                                   |
| 85                  | 19. April 1993     | Rotterdam              | Niederlande        | Sportpaleis Ahoy’                 |                                   |
| 86                  | 20. April 1993     | Rotterdam              | Niederlande        | Sportpaleis Ahoy’                 |                                   |
| 87                  | 23. April 1993     | Gent                   | Belgien            | Flanders Expo                     |                                   |
| 88                  | 24. April 1993     | Gent                   | Belgien            | Flanders Expo                     |                                   |
| 89                  | 1. Mai 1993        | Lissabon               | Portugal           | Estádio José Alvalade             |                                   |
| 90                  | 5. Mai 1993        | Madrid                 | Spanien            | Estadio Vicente Calderón          |                                   |
| 91                  | 7. Mai 1993        | Gijón                  | Spanien            | Estadio Municipal El Molinón      |                                   |
| 92                  | 9. Mai 1993        | Santiago de Compostela | Spanien            | Auditorio Monte do Gozo           |                                   |
| 93                  | 11. Mai 1993       | Barcelona              | Spanien            | Estadi Olímpic de Montjuïc        |                                   |
| 94                  | 14. Mai 1993       | Berlin                 | Deutschland        | Waldbühne                         |                                   |
| 95                  | 16. Mai 1993       | München                | Deutschland        | Alter Flughafen München-Riem      |                                   |
| 96                  | 17. Mai 1993       | Mannheim               | Deutschland        | Maimarkthalle                     |                                   |
| 97                  | 20. Mai 1993       | Dublin                 | Irland             | RDS Arena                         |                                   |
| 98                  | 22. Mai 1993       | Milton Keynes          | England            | Concert Bowl                      |                                   |
| 99                  | 25. Mai 1993       | Rom                    | Italien            | Stadio Flaminio                   |                                   |
| 100                 | 28. Mai 1993       | Stockholm              | Schweden           | Olympiastadion                    |                                   |
| 101                 | 30. Mai 1993       | Gentofte               | Danemark           | Gentofte Stadion                  |                                   |
| 102                 | 1. Juni 1993       | Oslo                   | Norwegen           | Valle Hovin                       |                                   |
| Leg 5 – Nordamerika |                    |                        |                    |                                   |                                   |
| 103                 | 24. Juni 1993      | East Rutherford        | Vereinigte Staaten | Brendan Byrne Arena               |                                   |
| 104                 | 26. Juni 1993      | New York City          | Vereinigte Staaten | Madison Square Garden             |                                   |

## Band
- Bruce Springsteen: Gesang, Gitarre, Mundharmonika
- Roy Bittan: Keyboards
- Shane Fontayne: Gitarre
- Tommy Sims: Bass
- Zachary Alford: Schlagzeug
- Crystal Taliefero: Gitarre, Percussion, Saxophon, Hintergrundgesang
- Bobby King: Hintergrundgesang
- Gia Ciambotti: Hintergrundgesang
- Carol Dennis: Hintergrundgesang
- Cleopatra Kennedy: Hintergrundgesang
- Angel Rogers: Hintergrundgesang